# Степник, Аелен
Аелен Лара Степник Пуче (исп. Ayelén Lara Stepnik Puche, 22 ноября 1975, Росарио, Аргентина) — аргентинская хоккеистка (хоккей на траве), защитник и полузащитник. Серебряный призёр летних Олимпийских игр 2000 года, бронзовый призёр летних Олимпийских игр 2004 года, чемпионка мира 2002 года, двукратная чемпионка Панамериканских игр 1999 и 2003 годов.

## Биография
Родилась 22 ноября 1975 года в аргентинском городе Росарио.
Играла в хоккей на траве за «Университарио» из Росарио, в 2000 году — за испанский «Атлетик» из Таррасы.
В 1993—2006 и 2009—2010 годах выступала за сборную Аргентины, провела 165 матчей.
В 1993 году в составе сборной Аргентины среди юниорок выиграла чемпионат мира.
В 1996 году вошла в состав женской сборной Аргентины по хоккею на траве на летних Олимпийских играх в Атланте, занявшей 7-е место. Играла в поле, провела 4 матча, мячей не забивала.
В 2000 году вошла в состав женской сборной Аргентины по хоккею на траве на летних Олимпийских играх в Сиднее и завоевала серебряную медаль. Играла в поле, провела 8 матчей, мячей не забивала.
В 2002 году завоевала серебряную медаль на чемпионате мира в Перте.
В 2004 году вошла в состав женской сборной Аргентины по хоккею на траве на летних Олимпийских играх в Афинах и завоевала бронзовую медаль. Играла в поле, провела 6 матчей, забила 1 мяч в ворота сборной Испании.
Дважды завоёвывала золотые медали хоккейных турниров Панамериканских игр — в 1999 году в Виннипеге и в 2003 году в Санто-Доминго.
Завоевала комплект медалей Трофея чемпионов: золото в 2001 году, серебро в 2002 году, бронзу в 2004 году.
В 2010 году завершила игровую карьеру.

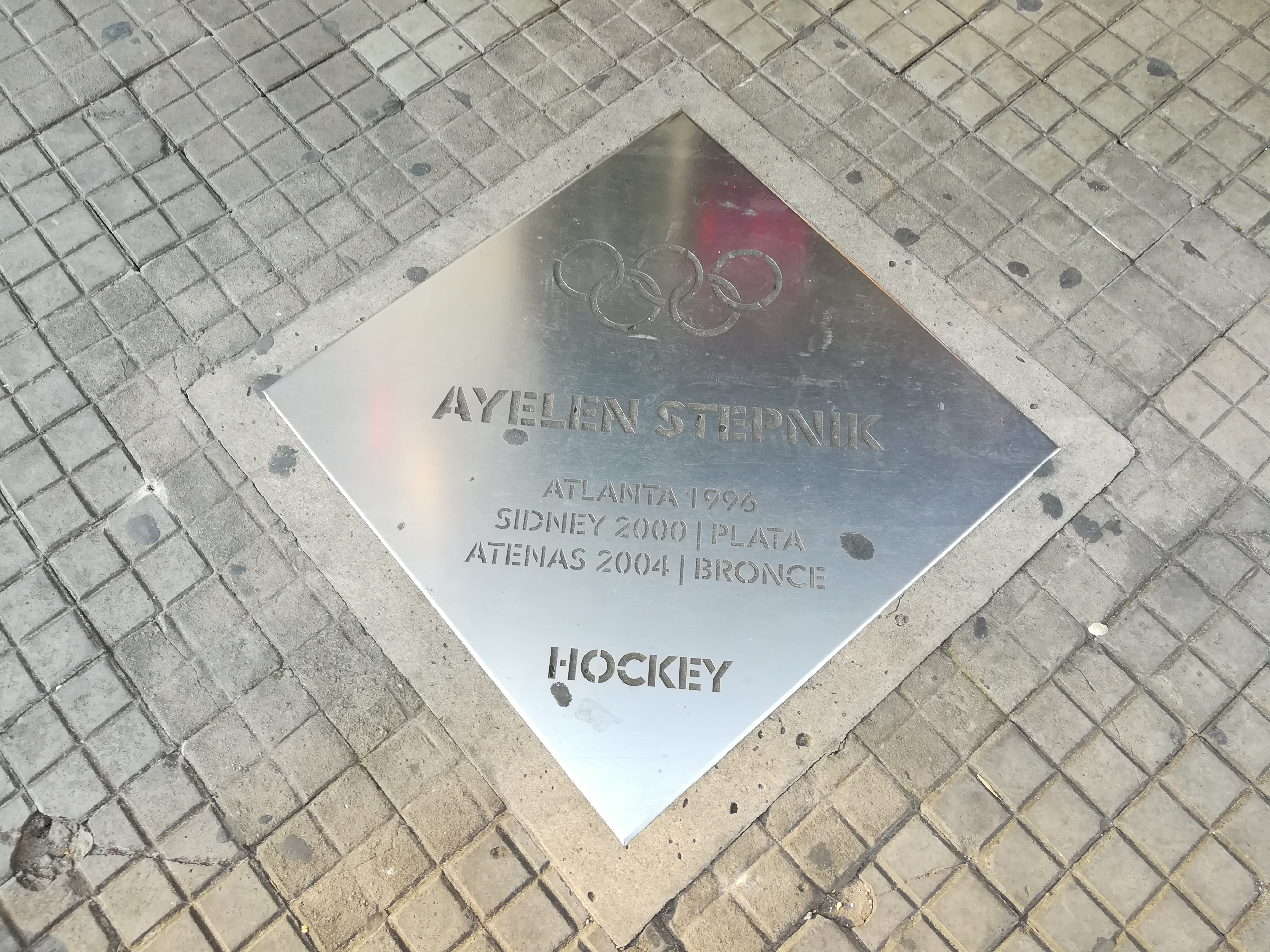
Табличка с именем Аелен Степник на аллее Пасео-де-лос-Олимпикос в Росарио

По профессии — дантист. Возглавляет общественную организацию Mas Hockey, которая занимается пропагандой принципов честной игры, развитием хоккея на траве в Аргентине и финансовой поддержкой игроков сборной.
В феврале 2019 года стала главным координатором по хоккею на траве в «Росарио».

## Увековечение
Табличка с именем Аелен Степник и её олимпийскими достижениями заложена на аллее Пасео-де-лос-Олимпикос в Росарио.